# Medalha do Mérito Militar (Áustria-Hungria)

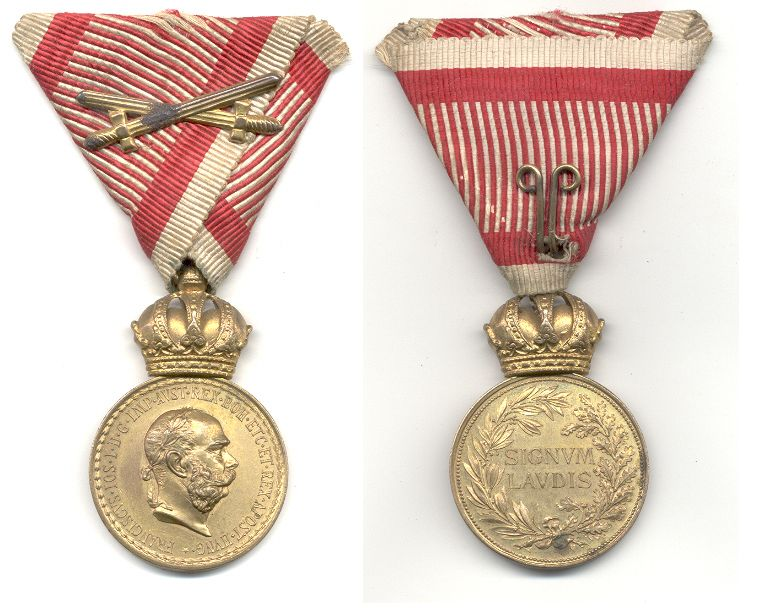
Medalha do Mérito Militar

Medalha do Mérito Militar (em alemão, Militär-Verdienstmedaille) foi uma condecoração militar da Áustria-Hungria instituída pelo imperador Francisco José I em 12 de março de 1890.

## Receptores
Lista parcial:
- Eduard von Böhm-Ermolli
- Erich von Falkenhayn
- Paul von Hindenburg
- Erich Ludendorff
- Miklós Horthy